# 帕頓 (愛荷華州)
帕頓（英語：Paton）是一個位於美國愛荷華州格林縣的城市。

## 地理
帕頓的座標為42°09′56″N 94°15′18″W / 42.16556°N 94.25500°W，而該地的平均海拔高度為336米（即1102英尺）。

## 人口
根據2010年美國人口普查的數據，帕頓的面積為1.45平方千米，當中陸地面積為1.45平方千米，而水域面積為0.00平方千米。當地共有人口236人，而人口密度為每平方千米162人。